# Błona odblaskowa

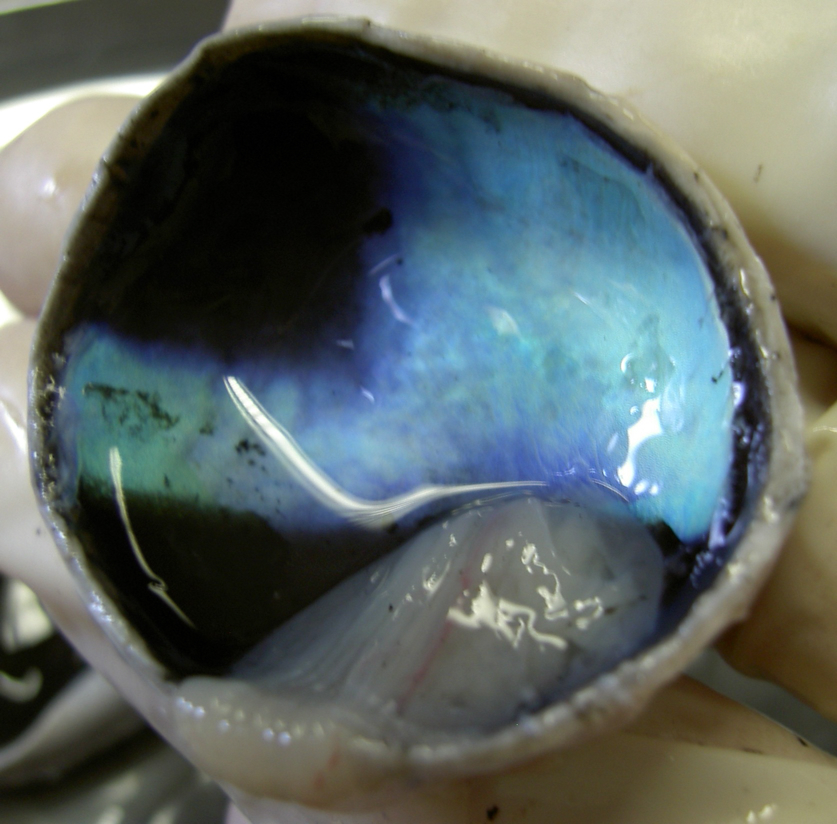
Błona odblaskowa cielaka

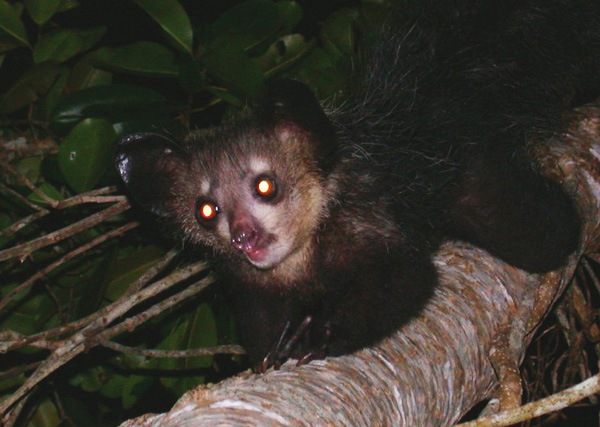
Odbicie światła w błonie odblaskowej palczaka madagaskarskiego

Błona odblaskowa, makata odblaskowa (tapetum lucidum) – odbijająca światło warstwa w oku wielu gatunków zwierząt kręgowych. Błona odblaskowa jest położona pomiędzy blaszką naczyniową a blaszką naczyń włosowatych. Zbudowana – w zależności od gatunku – z delikatnych włókien kolagenowych (błona odblaskowa włóknista – tapetum lucidum fibrosum - u roślinożernych) lub z komórek zawierających kryształy guaniny (błona odblaskowa komórkowa – tapetum lucidum cellulosum - pies, kot). Odbite od nich światło kierowane jest do fotoreceptorów, przez co zwiększa się skuteczność widzenia w warunkach słabego oświetlenia.
Błona odblaskowa powoduje charakterystyczne świecenie oczu światłem odbitym (oświetlającym) w ciemnościach. Zabarwienie od niebieskiego, przez zielononiebieskie do żółtozielonego. Błona odblaskowa występuje przede wszystkim u gatunków prowadzących nocny lub podwodny  tryb życia, m.in. u kotowatych, spodoustych i niższych naczelnych. Wśród ptaków ma ją struś i sowy.